# Vaux (Moselle)
Vaux (Duits: Wals in Lothringen) is een gemeente in het Franse departement Moselle (regio Grand Est) . De plaats maakt deel uit van het arrondissement Metz. Vaux telde op 1 januari 2022 786 inwoners.

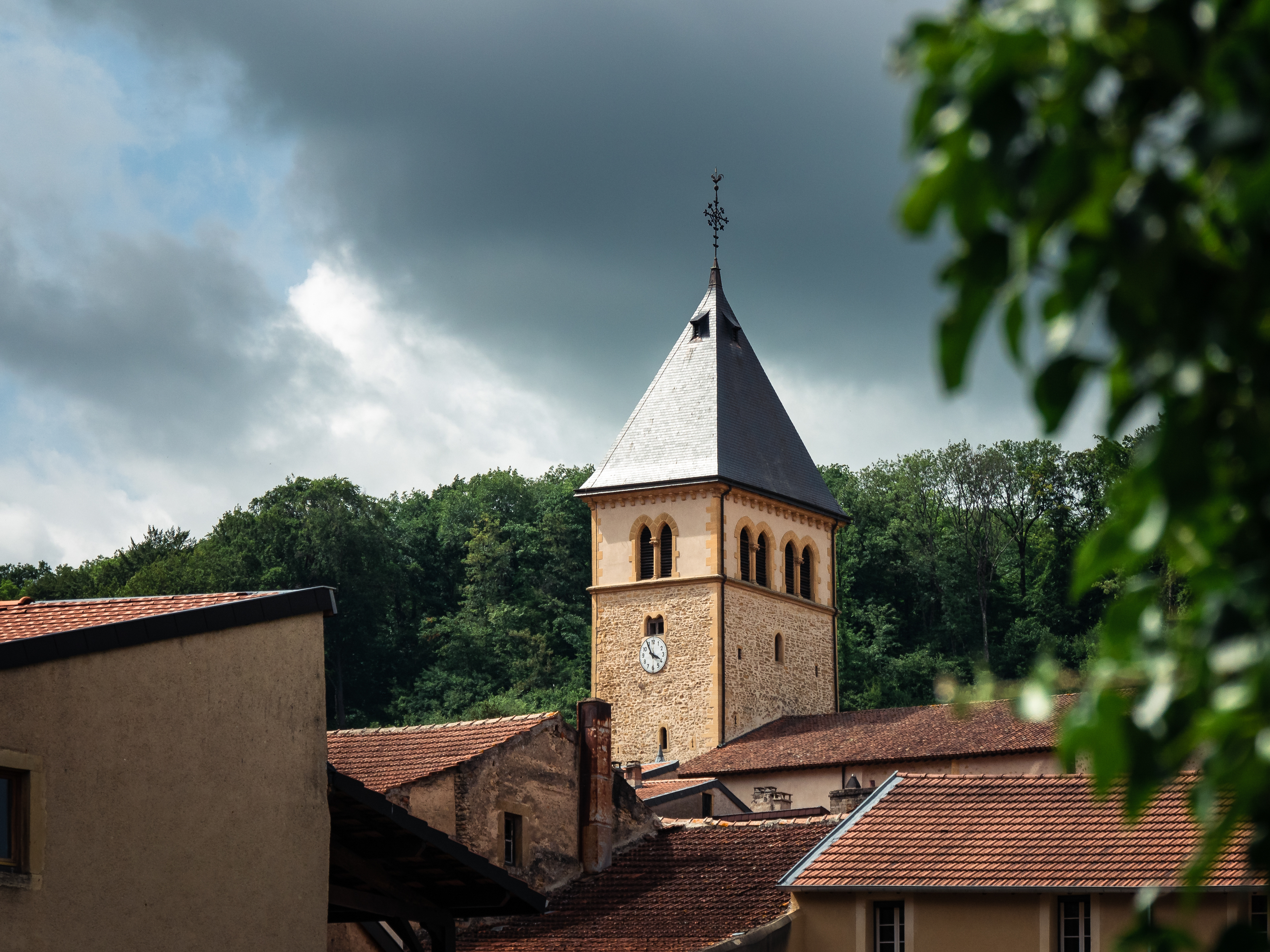
Klokkentoren van de Kerk van Saint-Rémy / Sankt Remigius in Vaux / Wals in Lothringen
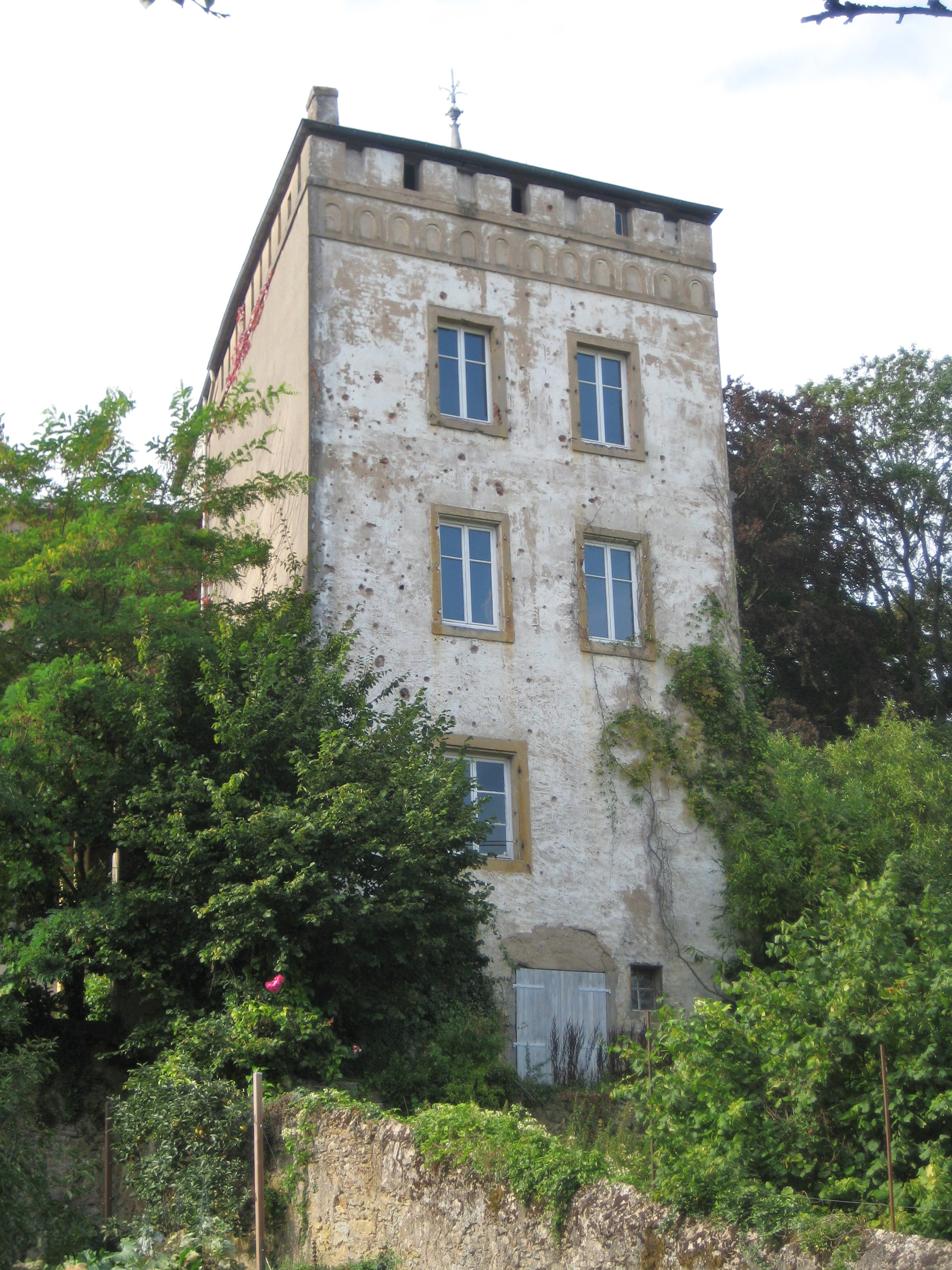
Kasteel van Vaux / Wals in Lothringen
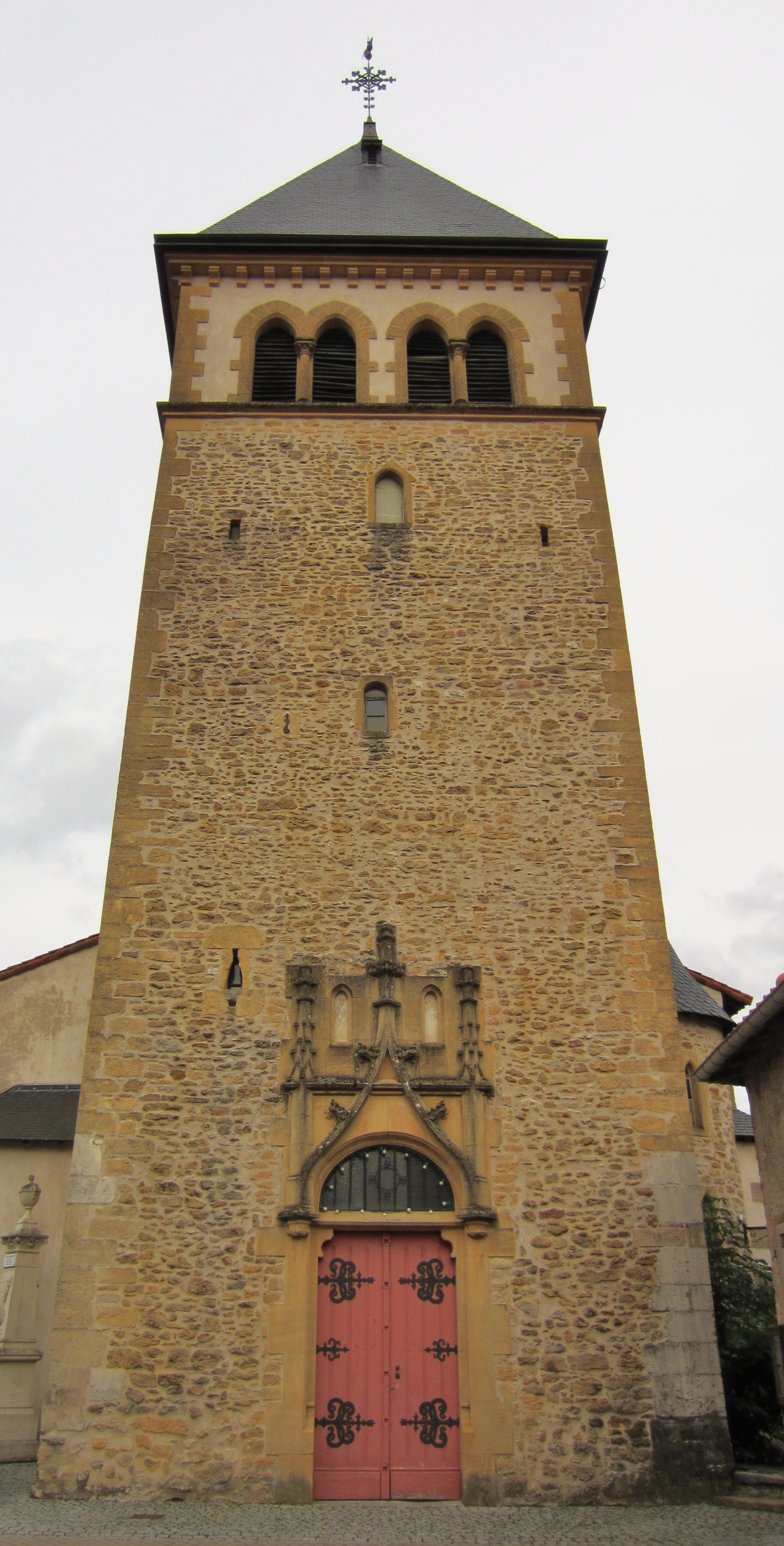
Kerk in Vaux / Wals in Lothringen

## Geografie
De oppervlakte van Vaux bedroeg op 1 januari 2022 6,63 vierkante kilometer; de bevolkingsdichtheid was toen 118,6 inwoners per km².

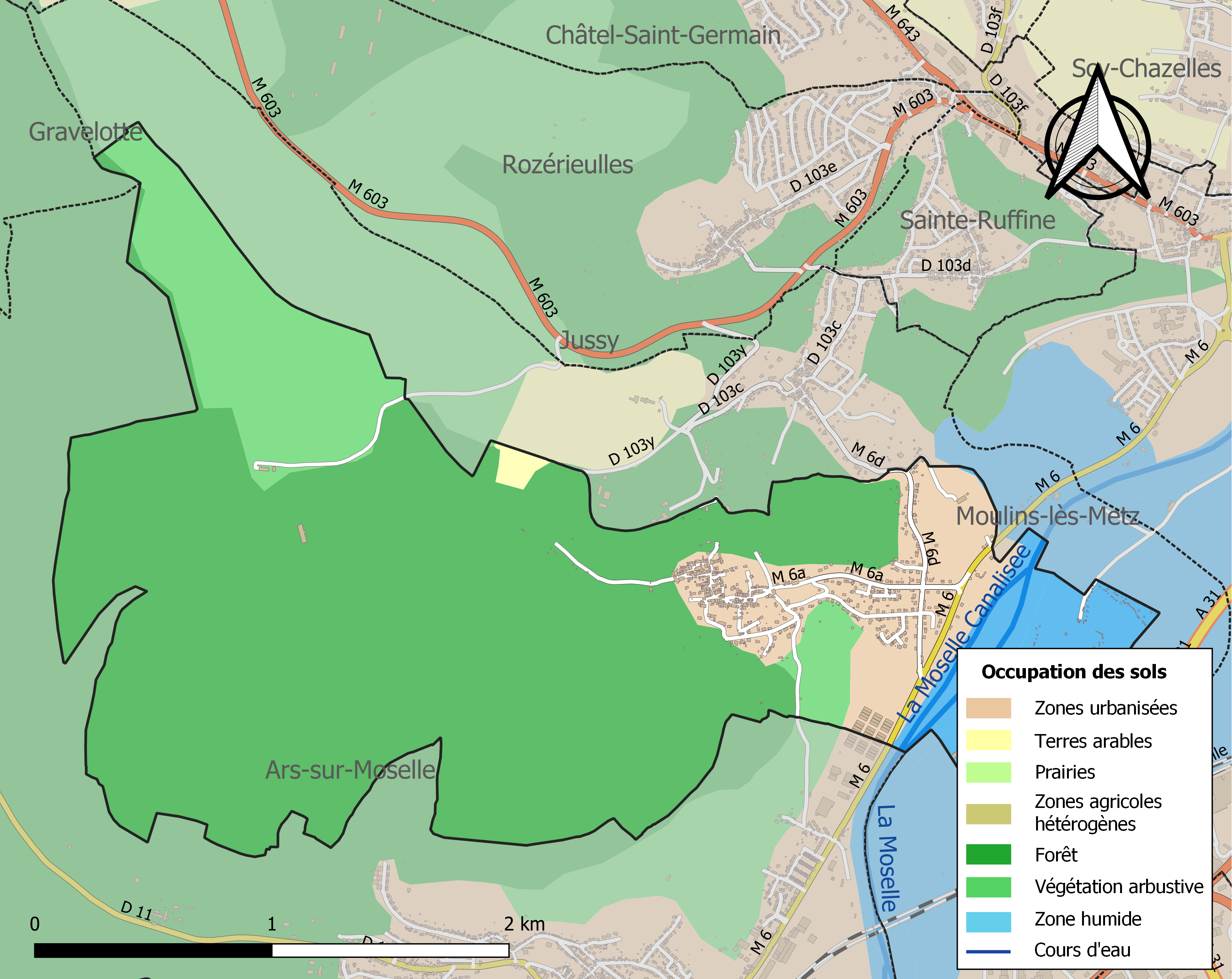
Kaart van de gemeente met de belangrijkste infrastructuur, bodemgebruik en omliggende gemeenten

## Demografie
Onderstaande figuur toont het verloop van het inwonertal (bron: INSEE-tellingen).

Ancy-Dornot · Arry · Ars-sur-Moselle · Augny · Châtel-Saint-Germain · Coin-lès-Cuvry · Coin-sur-Seille · Corny-sur-Moselle · Cuvry · Féy · Gorze · Gravelotte · Jouy-aux-Arches · Jussy · Lessy · Lorry-lès-Metz · Lorry-Mardigny · Marieulles · Moulins-lès-Metz · Novéant-sur-Moselle · Pouilly · Pournoy-la-Chétive · Rezonville-Vionville · Rozérieulles · Sainte-Ruffine · Vaux · Vernéville